# Roman Z. Novák
Roman Z. Novák (* 8. září 1967 Praha) je česko-německý skladatel, dirigent, sbormistr a pedagog, umělecký vedoucí Zpěváckého spolku Hlahol v Praze, sdružení Art-n a Smíšeného sboru Petershausen/Bavorsko.

## Životopis
Roman Z. Novák se narodil 8. září 1967 v Praze. V šesti letech začal hrát na klavír. V roce 1977 odešel s rodiči do Německa, kde pokračoval ve hře na klavír, později i na kytaru a pozoun. Od roku 1986 do 1991 studoval soukromě teorii hudby a skladbu v Karlsruhe a hru na klavír ve Stuttgartu. Paralelně k tomu knihovnictví na univerzitní knihovně ve Stuttgartu-Hohenheimu. V roce 1991 se vrátil do Prahy, kde v letech 1991–1997 studoval skladbu na pražské HAMU v třídě prof. Marka Kopelenta. Od roku 1994 se věnoval i studiu dirigování u Leoše Svárovského. V roce 1998 se stal spoluzakladatelem občanského sdružení ARTn a od roku 1999 působí jakožto sbormistr Zpěváckého spolku Hlahol v Praze, jehož je od roku 2001 i uměleckým vedoucím. Roman Z. Novák působil mj. jako pedagog Letních kurzů sborového zpěvu v Běchyni a jako externí pedagog na skladatelských kurzech v Českém Krumlově (2004). Absolvoval skladatelské kurzy mj. v Darmstadtu v SRN (1990) a v Eugene v Oregonu v USA (1995), dále pak v Lipsku a Krakově. Je členem občanského sdružení ATELIÉR '90 sdružující skladatele ČR a místopředsedou občanského sdružení ARTn. V roce 1995 získal II. cenu na Mezinárodní skladatelské soutěži Pražské jaro a v roce 1999 cenu podpory od Nadace „Ernsta von Siemense“ za skladbu „Obejmi lehce, čistě, vroucně, nekonečně“, komponovanou pro festival Ars Alchimia. Vedle své hudební profese jako skladatel a dirigent působil jako hudební pedagog na Německé škole v Praze, Hermann-Lietz-Schule Hohenwehrda (SRN) a na Gymnáziu Thomase Manna v Praze. Od září 2008 je pedagog hud. výchovy na gymnáziích v Německu, převážně v Bavorsku.

## Repertoár skladeb

### Komorní skladby
- „…oi…“ - violoncello solo (1991)
- „Prosím žádné city, ….ne v tomto světě“ - pro housle a varhany (1991)
- „Two wolds in my Mind, but no space in my Head“ - pro flétnu a harfu (1993)
- „Pohled v zrcadle je jen náznak skutečnosti a čin rezignovaných vlastností svého subjektu, nuceného se pozorovat“ - pro klarinet, cioloncello a klavír (1996)
- „Jen jednou si odpočinou, jako myš v pasti“ - pro kom. soubor (1994)
- „"LIFE ON THE ROCKS", said the frozen man“ - pro kom. soubor (1994)
- „Jako zkamenělé zdi, …ztracené po milování“ - klavír sólo (1995)
- „AMIRAGE V.“ - violino sólo a magn. pás (1996)
- „South of no North“ - pro flétnu, klarinet, housle, violu, violoncello a klavír (2003)
- „Blessent mon coeur d'une langueur monotone“ - pro recitátora, 2 klarinety, 3 pozouny, violoncello a magn. pás (2004)

### Melodramy
- „Melodramy na básně, které jeden napsal, než v 8. patře vyskočil z okna“, text: Ch. Bukowski - pro komorní soubor, zpěv a recitátora (1991/2002)
- „Fahrradkorb“, text: Gudrun Orlet - pro recitátora a soubor (1998)
- „In wärmender Tiefe“, text: Gudrun Orlet - pro recitátora a kom. soubor
- „on / most“, text: Fr. Kafka - pro recitátora a klavír (1999)
- „Černá vdova“, text: Ch. Bukowski - pro recitátora a klavír (1999)
- „Blessent mon coeur…“ (viz komorní skladby)

### Orchestrální skladby
- „Mezi supy a slepicemi“ - pro orchestr (1995)
- „Music 4 U“ - pro orchestr a magn. pás (1994/95)
- „Obejmi lehce, čistě vroucně, nekonečně / Umhülle leicht, rein innig, kein Ende“ - pro orchestr (1999)
- „…narodil se ….“ - pro 2 ženské hlasy a komorní orchestr (2000)
- „F.R.A.G.M.E.N.T.Y“ - pro smyčcový orchestr (2005)

### Oratoria
- „Smuteční hudba pro nedělní odpoledne, připomínající..quasi Requiem“ - pro sóla, sbor, kom. soubor a magn. pás (1993)
- „Cesty utrpení – stezky života“ - pro sóla, recitátory, komorní soubor, elektroniku a soudobí tanec (2013/2014)

### Multimediální skladby (projekty s neslyšícími herci)
- „Já a ono, terapeutický vztah a přenosová sitace“ - pro kom. soubor, tanečníky, recitátory a neslyšící herce (1996)
- „Nazývají to láskou“ - pro kom. soubor, tanečníky, herce, recitátory a projekci (1997)
- „Ať jim toto ticho zní / Möge ihnen diese Stille klingen“ - pro kom. soubor, herečku, neslyšící herce a tanec (1998)
- „Můj opak se odráží v pohybu jejího těla, jehož bytí je slyšet v mlčení“ - pro kom. soubor, 2 tanečnice a recitátory (2001)

### Zpěv a nástroje
- „Když slyším tvůj dech, vzpomenu si na barvu tvého pohledu, která přehluší zvuk v mých uších“, text: Gudrun Orlet - pro 2 ženské hlasy a klavír (1993)
- „Svátek / I přihodilo se v oněch dnech“ text: Bible, J. Topol - pro hlas, violoncello a klavír (1999)

### Smyčcová kvarteta
- „O čase hloubkou obklopeném / About time, veiled in depth“ (2002)

### Muzikály
- „Světla noci (Nachtaugen)“ - muzikál pro mládež s drogovou tematikou (2004) durata: 90 ´´
- „Kdo sní a kdo nevidí (Tagträumer und Weggucker)“ – muzikál pro mládež (2006) durata 100 ´´
- „Login“ (2008)
- „Cesta do Fantázie – (Reise nach Fantasia)“ (2010)

### Opera
- „Beze dne a bez noci“ - komorní opera o třech scénách, (2005) durata: 60 min. Libreto: Gudrun Orlet